# بخش وینوگرادوفسکی
بخش وینوگرادوفسکی (به لاتین: Vinogradovsky District) یک منطقهٔ مسکونی در روسیه است که در استان آرخانگلسک واقع شده‌است.